# 増田渉
増田 渉（ますだ わたる、1903年10月12日 - 1977年3月10日）は、日本の中国文学者。

## 経歴
1903年、島根県八束郡恵曇村（現：松江市鹿島町）で生まれた。旧制松江高等学校（現：島根大学）を経て、1926年、東京帝国大学文学部を卒業。
1931年、上海で晩年の魯迅に会い師事。魯迅の家に10ヶ月間通い、『史略』などの講義を直接受けた。帰国後も魯迅との書簡の往復は続いた。1935年、『支那小説史略』の日本語完訳版を出版。佐藤春夫と『魯迅選集』を翻訳・刊行し、本格的に作品紹介を行った。
1949年、島根大学文理学部教授。1953年、大阪市立大学教授。1967年関西大学教授。1974年、関西大学を定年退職。1977年、盟友の竹内好の葬儀で弔辞を述べている最中に心臓発作を起こし、数日後に後を追うように逝去した。多くの貴重書を集めた蔵書は、関西大学に収蔵され、「増田文庫」となった。

## 交友・業績
生涯にわたり竹内好、武田泰淳、松枝茂夫らと交流した。芥川龍之介、佐藤春夫の影響で中国文学に傾倒した。佐藤については、佐藤名義の訳『平妖伝』の下訳も手がけたと、『中国古典文学大系　平妖伝』の月報で語っている。本人の著作・業績については『中国の八大小説　中国近世小説の世界　増田渉教授還暦記念』（大阪市立大学中国文学研究室編、平凡社, 1965年）に詳しい。

## 著作
著書
- 『魯迅の印象』大日本雄弁会講談社, 1948
  - 再版 角川選書, 1970
- 『中国文学史研究 「文学革命」と前夜の人々』岩波書店, 1967
  - 復刊 1977年
- 『西学東漸と中国事情 「雑書」札記』岩波書店, 1979
- 『中国古典文学への招待』（共著）平凡社, 1975
- 単著化 『雑書雑談』汲古書院, 1983
- 『魯迅 増田渉－師弟答問集』伊藤漱平・中島利郎編, 汲古書院, 1986

翻訳
- 『魯迅選集』佐藤春夫共編訳, 岩波文庫, 1935
- 『支那小説史』魯迅著, サイレン社, 1935
  - 再版 天正堂, 1938
  - 文庫化 岩波文庫, 1941
- 『魯迅作品集 第1巻』東西出版社, 1946[注釈 1]
- 『聊斎志異　中国千夜一夜物語』蒲松齢　新流社, 1948
  - 文庫化 角川文庫, 1952
  - 改題『全訳版「聊斎志異』松枝茂夫・常石茂・稲田孝共訳（平凡社）
  - シリーズ所収「中国古典文学全集」
  - シリーズ所収 改訂版「中国古典文学大系」
  - シリーズ所収 普及版「奇書シリーズ」
  - 新訂改題『聊斎志異　中国怪異譚』 平凡社ライブラリー（全6巻）, 2009-2010
- 『魯迅の言葉』創元社, 1955
- 『魯迅選集』松枝茂夫・竹内好共編訳、岩波書店 全12巻別巻1, 1956
  - 改訂版(全13巻) 1964
- 『史記物語』司馬遷 講談社, 1956
- 『新・十八史略物語』(全12巻,別巻2) 奥野信太郎・佐藤春夫共編訳 河出書房, 1956-1957
- 『老舎』(世界名作全集 33) 飯塚朗共訳、平凡社, 1960
- 『阿Q正伝 他八篇』角川文庫, 1961
  - 改版、新版2018
- 『五・四文学革命集』(中国現代文学選集 3[注釈 2]) 編集委員 平凡社, 1963
  - 『五・四文学革命集』(中国の革命と文学 2[注釈 3]) 編訳代表 平凡社, 1972